# Dinosaurus
Dinosaurus (Dinosaurus!) è un film di fantascienza del 1960, diretto da Irvin Yeaworth e prodotto da Jack H. Harris.

## Trama
Il film racconta la storia di un gruppo di ingegneri statunitensi, guidato da Bart, che sta costruendo un porto su un'isola Caraibica. Essi, per caso, scoprono due dinosauri congelati in animazione sospesa da milioni di anni. Sono un Brontosauro e un Tirannosauro rex. Quella notte, durante un temporale, le bestie vengono colpite da un fulmine e tornano in vita. A causa della tempesta, gli isolani non hanno idea che i dinosauri siano vivi e che stiano vagando per l'isola. Viene risvegliato anche un cavernicolo, inizialmente sconosciuto agli isolani poiché sepolto a una certa distanza. Il tirannosauro caccia in tutta l'isola, attaccando una guardia costiera. Nel frattempo, l'uomo delle caverne si imbatte in una casa moderna e ne rimane sconcertato. Lì incontra e fa amicizia con Julio, un ragazzo dell'isola che ama i dinosauri. L'uomo delle caverne presenta Julio al brontosauro, con il quale stringe amicizia e insieme intraprendono un viaggio attraverso l'isola.
Il tirannosauro li raggiunge e li minaccia, infine combatte contro il brontosauro, mentre gli umani si nascondono in un pozzo minerario abbandonato. Dopo che il tirannosauro apparentemente uccide il brontosauro, mordendogli il collo, nota gli umani nascosti nella miniera e inizia a artigliare furiosamente l'ingresso della grotta. Gli ingegneri respingono brevemente il tirannosauro, lanciandogli una bomba Molotov in bocca. Mentre Bart interviene per salvare Julio e gli altri, l'uomo delle caverne si sacrifica per sostenere una trave che sta per collassare, impedendo al pozzo della miniera di crollare del tutto e consentendo agli altri di scappare. Il Brontosauro, ancora vivo, inciampa accidentalmente e finisce in una fossa di sabbie mobili che lo inghiotte.
Nel frattempo, gli isolani hanno trovato rifugio dal tirannosauro nascondendosi in una vecchia fortezza, protetta da un anello di carburante in fiamme. Per assicurarsi che il tirannosauro non entri, Bart si reca ad affrontare la bestia a bordo di un escavatore meccanico. I due si sfidano sul bordo di una scogliera dell'isola e, dopo una dura lotta, il tirannosauro viene scaraventato in acqua.  Il film si conclude con un'immagine del tirannosauro apparentemente morto sul fondale marino. In un finale simile ai precedenti film del regista Fluido mortale e Delitto in quarta dimensione, vengono mostrate le parole "THE END", seguite da un punto interrogativo.

## Produzione
Alcune riprese in esterni hanno avuto luogo sull'isola di Saint Croix, nelle Isole Vergini Americane. I dinosauri sono stati filmati utilizzando la tecnica dell'animazione passo uno e l'uso di pupazzi per i primi piani.
Durante il film, la troupe ha utilizzato il modello del brontosauro e il set della giungla in miniatura per girare una scena per un episodio della serie televisiva Ai confini della realtà (1959) intitolato "L'odissea del volo 33". Un'inquadratura del tirannosauro è stata presa in prestito anche per "Il segreto dell'isola di Gilligan", un episodio della terza stagione de L'isola di Gilligan in cui Gilligan sogna che i naufraghi siano tutti abitanti delle caverne che vivono sull'isola nell'età della pietra.
I ruggiti e i ringhi del tirannosauro sono stati usati numerose volte per le creature di The Outer Limits in episodi del 1963, come Il popolo dei Minimei.
I dinosauri giocattolo che Julio mostra a tutti nella taverna erano dei Brontosaurus e dei Tyrannosaurus rex in plastica, realizzati dalla produttrice di giocattoli Marx Toys.
Il ruolo principale di questa pellicola era destinato a Steve McQueen, che aveva recitato in Fluido mortale due anni prima, prodotto anch'esso da Harris e diretto da Yeaworth. McQueen rinunciò al film, per dedicarsi a I magnifici sette.
Nel film si può vedere una particolare scena nella quale il T-rex guarda dentro una Jeep piena di gente terrorizzata. Servirà da ispirazione a Steven Spielberg per una scena del suo Jurassic Park.

## Pubblicazione
Il film ha avuto la sua première il 24 giugno 1960, al Joy Theater di New Orleans.

## Accoglienza
Howard Thompson del The New York Times ha scritto: "Se mai ci fosse stato un esempio stanco, sintetico e lento di spazzatura cinematografica, è questa epica su due animali preistorici tirati fuori da un congelatore sottomarino da alcuni ingegneri".
Il film è stato adattato in un fumetto omonimo.